# إيكي نورجانة
إيكي نورجانة (Ikke Nurjanah) هي مغنية وممثلة إندونيسية.

## روابط خارجية
- إيكي نورجانة على موقع IMDb (الإنجليزية)
- إيكي نورجانة على موقع ميوزك برينز (الإنجليزية)